# العلاقات الأمريكية الغيانية
العلاقات الأمريكية الغيانية هي العلاقات الثنائية التي تجمع بين الولايات المتحدة وغيانا.

## مقارنة بين البلدين
هذه مقارنة عامة ومرجعية للدولتين:
| وجه المقارنة                                              | الولايات المتحدة                                                                                                  | غيانا        |
| --------------------------------------------------------- | --- | ------------ |
| المساحة (كم2)                                             | 9.83 مليون | 214.97 ألف   |
| عدد السكان (نسمة)                                         | 311.58 مليون | 777.86 ألف   |
| الكثافة السكانية (ن./كم²)                                 | 31.7 | 3.62         |
| العاصمة                                                   | واشنطن العاصمة | جورج تاون    |
| اللغة الرسمية                                             | لغة إنجليزية | لغة إنجليزية |
| العملة                                                    | دولار أمريكي | دولار غياني  |
| الناتج المحلي الإجمالي (بليون دولار)                      | 19.39 تريليون | 3.68 مليار   |
| الناتج المحلي الإجمالي (تعادل القوة الشرائية) بليون دولار | 18.04 تريليون | 5.77 مليار   |
| الناتج المحلي الإجمالي الاسمي للفرد دولار أمريكي          | 56.12 ألف | 4.13 ألف     |
| الناتج المحلي الإجمالي للفرد دولار أمريكي                 | 54.63 ألف |              |
| مؤشر التنمية البشرية                                      | 0.920 |              |
| رمز المكالمات الدولي                                      | +1 | +592         |
| رمز الإنترنت                                              | .us، حكومة، .mil، Edu.                                                                                            | .gy          |
| المنطقة الزمنية                                           | توقيت ساموا الأمريكية، توقيت أطلنطي موحد، منطقة زمنية وسطى، توقيت ألاسكا ‏، المنطقة الزمنية الجبلية، توقيت تشامرو ‏ | 00           |

## مدن متوأمة
في ما يلي قائمة باتفاقيات التوأمة بين مدن أمريكية وغيانية:
- ترتبط سانت لويس مع جورج تاون باتفاقية توأمة منذ 1960.

## منظمات دولية مشتركة
يشترك البلدان في عضوية مجموعة من المنظمات الدولية، منها:
| علم المنظمة | اسم المنظمة                               | تاريخ انضمام الولايات المتحدة | تاريخ انضمام غيانا |
| ----------- | ----------------------------------------- | ----------------------------- | ------------------ |
|             | منظمة التجارة العالمية                    | ?                             | ?                  |
|             | مؤسسة التنمية الدولية                     | 24 سبتمبر 1960                | 4 يناير 1967       |
|             | المركز الدولي لتسوية المنازعات الاستشارية | 14 أكتوبر 1966                | 10 أغسطس 1969      |
|             | الاتحاد الدولي للاتصالات                  | 1 يوليو 1908                  | 8 مارس 1967        |
|             | وكالة ضمان الاستثمار متعدد الأطراف        | 12 أبريل 1988                 | 18 يناير 1989      |
|             | البنك الدولي للإنشاء والتعمير             | 27 ديسمبر 1945                | 26 سبتمبر 1966     |
|             | منظمة حظر الأسلحة الكيميائية              | ?                             | ?                  |
|             | مؤسسة التمويل الدولية                     | 20 يوليو 1956                 | 4 يناير 1967       |
|             | يونسكو                                    | 4 نوفمبر 1946                 | 21 مارس 1967       |
|             | الأمم المتحدة                             | 24 أكتوبر 1945                | 20 سبتمبر 1966     |
|             | منظمة الشرطة الجنائية الدولية             | ?                             | ?                  |
|             | الاتحاد البريدي العالمي                   | ?                             | ?                  |

## أعلام
هذه قائمة لبعض الشخصيات التي تربطها علاقات بالبلدين:
- سبرنغفيلد غاردنز

## وصلات خارجية
- موقع وزارة الخارجية الأمريكية
- موقع وزارة الخارجية الغيانية